# Grömlingovský palác
Grömling(ov)ský palác nebo také dům U kamenného stolu, či U raka je rokokový palác, který se nachází v Praze na Malé Straně. Je chráněn jako kulturní památka České republiky a jeho adresa je Malostranské náměstí 5/28.

## Historie

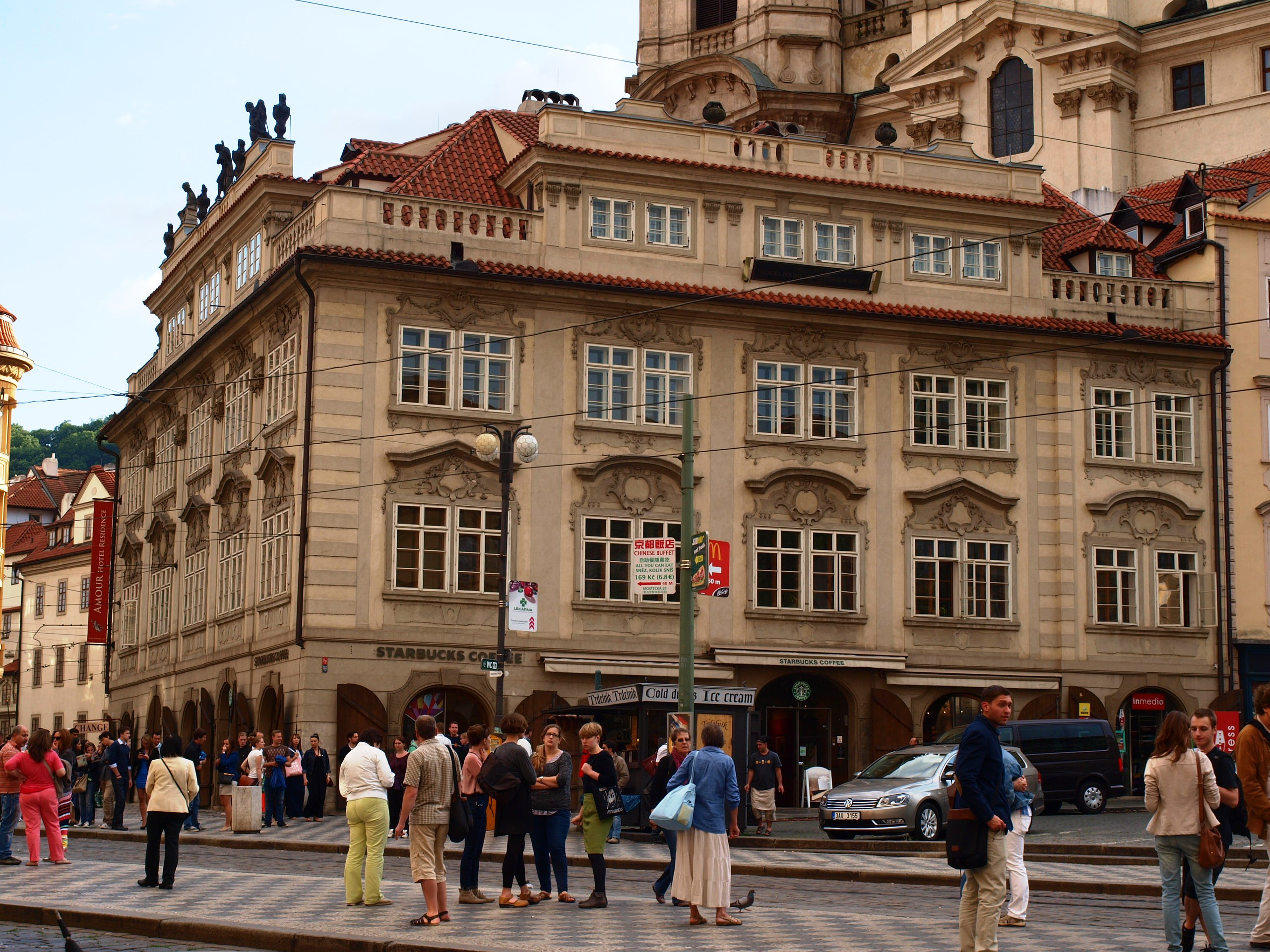
Grömlingovský palác

Na místě paláce stávalo pět domů, které byly po roce 1786 (poté, co je odkoupil advokát Karel z Grömlingu) sjednoceny přestavbou podle projektu Josefa Jägera. Dům zdobí plastiky mytologických postav od Ignáce Františka Platzera. V letech 1858–1919 stál před palácem pomník českého polního maršála Radeckého z Radče, který je dnes uložen v Lapidáriu Národního muzea. Tento pomník pak nahradil pomník francouzského historika a znalce českých dějin Ernesta Denise, který na místě stál až do roku 1940, kdy byl roztaven pro válečné účely.
V přízemí paláce bylo roku 1740 otevřeno pohostinské zařízení, od roku 1874 zde fungovala kavárna Café Radetzky. Původně to byla důstojnická kavárna, ale postupně se stala místem, které navštěvovaly slavné osobnosti české kultury – Jan Neruda, Ema Destinnová nebo Jan Zrzavý. Později byla přejmenovaná na Malostranskou kavárnu. V roce 1939 koupil palác podnikatel Popper a po roce 1948 budovu s kavárnou užívalo Státní zdravotnické nakladatelství Avicenum.
Po roce 1989 byla kavárna kvůli restitučnímu sporu otevřena jen krátce v polovině 90. let 20. století. Přibližně v letech 2000–2010 fungovala na místě restaurace s názvem Square Malostranská kavárna. V současné době zde sídlí nadnárodní kavárenský řetězec Starbucks, který zde v roce 2008 otevřel svou první českou pobočku.